# Leverziekten
Leverziekten (ziekten van de lever) worden grofweg ingedeeld in twee groepen: hepatocellulaire aandoeningen en cholestatische aandoeningen. In veel gevallen is er echter een combinatie van beide aanwezig.
Bij een hepatocellulaire aandoening is er sprake van een ziekte van de cellen van de lever zelf.
Bij een cholestatische aandoening is er sprake van problemen die veroorzaakt wordt door het stilstaan van gal in de intra- en extrahepatische galwegen. Dit laatste kan ook weer aanleiding geven tot schade aan de levercellen. De aandoening blijft dan echter primair cholestatisch.

## Symptomen
Een veelvoorkomend symptoom van zowel hepatocellulaire als cholestatische aandoeningen is icterus (geelzucht). Dit is een gele verkleuring van in eerste instantie de sclerae (slijmvliezen van de ogen) en later ook de huid. Deze geelverkleuring wordt veroorzaakt door een verhoogde concentratie bilirubine in het bloed. Bilirubine is een afbraakproduct van hemoglobine, de stof die verantwoordelijk is voor de binding van zuurstof in onze erytrocyten (rode bloedcellen). Bilirubine moet door de lever bewerkt worden voordat het via de ontlasting en de urine uit het lichaam verwijderd kan worden. Als de lever niet meer goed werkt hoopt het bilirubine dan ook op in het bloed en wordt vervolgens deels opgeslagen in huid en slijmvliezen.
Andere aanwijzingen dat er sprake is van een verhoogde bilirubine in het bloed kunnen zijn: een donkere kleur van de urine (theekleur) of een ontkleuring van de ontlasting. Dit laatste gebeurt pas als er helemaal geen bilirubine door de lever in de darm wordt uitgescheiden. Hiervan is alleen sprake als er een volledige afsluiting is van de galwegen, via welke de lever het bilirubine uitscheidt.

## Diagnose
Een indicatie voor het functioneren van de lever kan screenend worden bekeken door het uitvoeren van bloedonderzoek. Er zijn hiervoor een aantal testen beschikbaar. Deze dienen niet verward te worden met leverfunctietesten, waarbij bijvoorbeeld stollingsfactoren en albumine bepaald worden. 
Diagnostisch kan vaak een onderscheid gemaakt worden tussen hepatocellulaire en cholestatische aandoeningen door een simpele bepaling van leverenzymen in het bloedserum: Men bepaalt dan de concentraties 
- ALAT (Alanine aminotransferase),
- ASAT (aspartaat aminotransferase),
- GGT (gamma-glutamyltransferase) en
- AF (alkalische fosfatase).

Als GGT en AF beide verhoogd zijn is er sprake van een cholestatische aandoening. Als GGT geïsoleerd verhoogd is is er vaak sprake van een prikkeling van de lever door alcoholgebruik of medicatie. Als AF geïsoleerd verhoogd is is er vaak sprake van een botziekte.
De concentratie ASAT en ALAT geven ook een indicatie van het type beschadiging. ASAT bevindt zich met name in de mitochondriën terwijl ALAT zich in het cytoplasma bevindt. Is er necrose (bij chronische hepatitis voor levertoxiciteit door medicatie) leidend tot celverval dan zal ASAT hoger zijn dan ALAT. Bij virale hepatitis zonder celverval is ALAT hoger dan ASAT.
Bij zeer ernstig leverfalen kunnen de leverenzymen vals normaal zijn door een afwezigheid van functioneel leverweefsel. Aanvullend onderzoek kan worden uitgevoerd om de synthesefunctie van de lever te kunnen beoordelen. Hiervoor kan gebruikgemaakt worden van albumine in het bloed, en de stollingsparameter protrombinetijd (PT). De lever heeft als functie het produceren van eiwitten. De helft van de totale eiwitconcentratie in het bloed wordt gevormd door albumine. Bovendien produceert de lever eiwitten betrokken bij de stollingscascade. Ernstig leverfalen wordt dan ook gekenmerkt door een lage concentratie albumine en een gestoorde bloedstolling (verlengde PT). Patiënten met een ernstig verhoogd bilirubinegehalte ten gevolge van leverfalen kunnen kortdurend behandeld worden met leverdialyse.

## Referentiewaarden
- ASAT = SGOT; referentiewaarde < 40 U/L (gevormd in lever, hart, skeletspier, nier en hersenen)
- ALAT = SGPT; referentiewaarde < 45 U/L (alleen in lever gevormd)
- Albumine 35-55 g/L
- GGT = <50 U/L
- Alkalische fosfatase = 35-120 U/L (alleen bij volwassenen)
- Protrombinetijd = 12-15 seconden